# Duguetia microphylla
Duguetia microphylla (R.E.Fr.) R.E.Fr. – gatunek rośliny z rodziny flaszowcowatych (Annonaceae Juss.). Występuje endemicznie w Brazylii – w stanie Rio de Janeiro. 

## Morfologia
PokrójZimozielone drzewo dorastające do 3–22 m wysokości.
LiścieMają owalny kształt. Mierzą 6–12 cm długości oraz 1,5–2 cm szerokości. Liść jest całobrzegi o tępym wierzchołku.
KwiatySą pojedyncze, rozwijają się w kątach pędów. Płatków jest 6, mają białawą barwę. Kwiaty mają 40 słupków.
OwoceMają kulisty kształt. Osiągają 40–50 mm średnicy.

## Biologia i ekologia
Rośnie w lasach. Występuje na wysokości od 700 do 1100 m n.p.m.